# Trịnh Hòa (sinh 1958)
Trịnh Hòa (tiếng Trung: 郑和; sinh tháng 11 năm 1958) là Thượng tướng Quân Giải phóng Nhân dân Trung Quốc (PLA). Ông là Ủy viên Ủy ban Trung ương Đảng Cộng sản Trung Quốc khóa XIX, nguyên là Hiệu trưởng Đại học Quốc phòng Trung Quốc.

## Thân thế và binh nghiệp
Trịnh Hòa sinh tháng 11 năm 1958, người Thượng Hải. Ông từng đi du học ở Liên Xô, tốt nghiệp chuyên ngành chỉ huy tham mưu cấp chiến thuật chiến dịch tại Học viện Quân sự Frunze; học tốt nghiệp cao học và có học vị Thạc sĩ Khoa học quân sự. Ông từng đảm nhiệm chức vụ Lữ đoàn trưởng; Sư đoàn trưởng thuộc Tập đoàn quân 31 Lục quân, Quân khu Nam Kinh.
Tháng 6 năm 2008, Trịnh Hòa nhậm chức Tham mưu trưởng Tập đoàn quân 31 Lục quân, Quân khu Nam Kinh. Năm 2009, ông được phong quân hàm Thiếu tướng.
Tháng 2 năm 2011, Trịnh Hòa được điều động giữ chức Phó Tham mưu trưởng Quân khu Nam Kinh. Tháng 2 năm 2013, ông được bổ nhiệm giữ chức Cục trưởng Cục Quản lý Huấn luyện, Bộ Tổng Tham mưu Quân Giải phóng Nhân dân Trung Quốc, kế nhiệm Trần Chiếu Hải (陈照海). Tháng 7 năm 2015, Trịnh Hòa được bổ nhiệm làm Phó Tư lệnh Quân khu Thành Đô.
Tháng 2 năm 2016, Chủ tịch Tập Cận Bình tuyên bố giải thể Bộ Tổng Tham mưu, Tổng cục Chính trị, Tổng cục Hậu cần và Tổng cục Trang bị của Quân giải phóng nhân dân Trung Quốc, để phân chia và sáp nhập vào các cơ quan của Quân ủy Trung ương. Trịnh Hòa được bổ nhiệm giữ chức vụ Bộ trưởng Bộ Quản lý Huấn luyện Quân ủy Trung ương Trung Quốc. Tháng 7 năm 2016, thăng quân hàm Trung tướng.
Tháng 1 năm 2017, Trịnh Hòa được luân chuyển làm Viện trưởng Viện Hàn lâm Khoa học Quân sự Trung Quốc, thay cho Thượng tướng Sái Anh Đĩnh. Tháng 6 năm 2017, Trịnh Hòa được bổ nhiệm giữ chức Hiệu trưởng Đại học Quốc phòng Trung Quốc. Ngày 24 tháng 10 năm 2017, tại Đại hội Đảng Cộng sản Trung Quốc lần thứ XIX, Trịnh Hòa được bầu làm Ủy viên Ban Chấp hành Trung ương Đảng Cộng sản Trung Quốc khóa XIX.
Ngày 31 tháng 7 năm 2019, ông được thăng quân hàm Thượng tướng.